# 橙喉唐纳雀
，是雀形目唐纳雀科的一种鸟类，属于单型的橙喉唐纳雀属（学名：Wetmorethraupis）。
橙喉唐纳雀体重约50.2克，翼长约10.33厘米，喙宽度约7.4毫米，喙厚度约8毫米，嘴峰长约18.1毫米，跗蹠长约23.6毫米，尾长约64.7毫米。
橙喉唐纳雀是留鸟，栖息在森林，它们是杂食性动物。它们分布在厄瓜多尔东南部和秘鲁北部。